# Marsovo polje, Rim
Marsovo polje (latinsko Campus Martius, italijansko Campo Marzio) je bilo območje starega Rima v javni lasti, ki je obsegalo približno 2 kvadratna kilometra. V srednjem veku je bilo to najbolj naseljeno območje v Rimu. Isto ime ima tudi IV. rajon (rione) v Rimu, Campo Marzio, ki pokriva manjši del prvotnega območja.

## Antika
V skladu z mitom o ustanovitvi mesta Rim je Rea Silvia, mati Romula in Rema, pred odkritjem mesta dobila sinov dvojčka, ki ju je vzel kralj Alba Longa. Fanta sta bila kasneje odvržena v reko Tibero, ki bi kasneje tekla vzdolž zahodne meje Campusa. Brata, ki sta še naprej plavala po reki, sta se kasneje našla v novem mestu. Romul, ki je postal edini kralj Rima (po uboju brata Rema), je vladal mnogo let do okoli 7. stoletja pr. n. št. Ko se mu je iztekalo življenje, se je nevihtni oblak spustil na sredino odprtega polja zunaj mestnega pomeriuma (sveta meja mesta Rima), da bi starega kralja dvignil v nebesa .
Ta zemlja, 'med mestom in Tibero', je postala last rimskega zadnjega etruščanskega kralja Tarkvinija Superba. Po porazu in izgnanstvu je bila ravnica posvečena bogu Marsu . Rimljani so se zbrali spomladi, preden so se odpravili v boj proti sovražnim plemenom, ki so obkrožala Rim, in tudi na pomembnih verskih praznikih. Z izjemo majhnega oltarja posvečenega Marsu v bližini središča polja, ni bilo vidnih sprememb na polju do 5. stoletja pr. n. št.
V letu 435 pr. n. št. je bila ustanovljena Vila Publica na 300 m čistini. Območje je bilo zbirališče za državljane, ki so se zbirali vsakih pet let, da bi jih prešteli v popisu, vendar ni bilo trajnih struktur; v naslednjih dveh stoletjih ni bilo nobenih dodatkov.
S začetkom punskih vojn sredi 3. stoletja pr. n. št. se je rimska vojaška ekspanzija  preselila iz italijanskega polotoka, kar je povzročilo zmanjšanje sezonskih zbiranj na polju. Število tujih vojn pa je močno povečalo količino bogastva, ki je pritekalo v Rim. Generali, ki so prisegli različnim božanstvom, da bodo zgradili templje v njihovo čast, če bodo zmagali, so uporabili ogromno bogastvo za financiranje teh gradbenih projektov. Poleg templjev in lesenih trgov so se zgradili tudi prostori za zabavo, čeprav so bili začasni.
V času Sule so gradbene parcele prodali vplivnim Rimljanom, ki so gradili insule (stanovanjski blok) in vile, ki pa so posegali v skupno zemljišče. To je postalo mesto za comitia centuriata (centurijska skupščina), civilna srečanja z orožjem in za mestno milico. Leta 55 pr. n. št. je Pompej Veliki zgradil stalno gledališče, Theatrum Pompeium (Pompejevo gledališče), prvo kamnito gledališče v Rimu. Ko je Curia Hostilia pogorela leta 52 pr. n. št., je bilo gledališče včasih uporabljeno kot prostor za srečanje senata. Območje je bilo uporabljeno tudi kot zbirališče za volitve. Julij Cezar je tukaj predvidel Saepta Julia (zaprt prostor za volitve); kasneje gah je dopolnil njegov naslednik Avgust. Leta 33 pred našim štetjem je Oktavijan posvečal Porticus Octaviae (Oktavijin portik), zgrajen iz plena dalmatinske vojne.
V Avgustovem obdobju rimskega cesarstva je območje postalo del mesta: Rim je bil razdeljen na 14 regij in Campus Martius – Marsovo polje - je bil razdeljen v VII Via Lata na vzhodu in IX Circus Flaminius bližje reki. Tu je bil tudi Ara Pacis (Oltar miru), ki ga je zgradil senat, da bi Avgust potrdil mir. Namenjen je bil simbolizaciji uspešnega zaključka Avgustovih prizadevanj za stabilizacijo cesarstva. Mark Vipsanij Agripa je iz prvotno močvirne zemlje naredil bazen in kopeli v parku in templje, Laconicum Sudatoriumu ali Agripove terme. Prav tako je zgradil Porticus Argonautarum in Panteon, ki ga je Hadrijan pozneje obnovil, kot je še danes. Leta 19 pr. n. št. je dokončal tudi akvadukt Aqua Virgo, da bi oskrboval te nove kopeli in vodnjake.
Na nenaseljenem severnem območju je bil velik Avgustov mavzolej. Druge stavbe, ki so bile zgrajene, so bile Marcelijevo gledališče, tempelj Izide in Serapisa (iz časa Kaligule), Neronove kopeli in most in Pompejevo gledališče, kjer je Julija Cezarja ubil Mark Brut in njegovi zavezniki. Po velikem požaru leta 64 je Domicijan je obnovil požgane spomenike in stadion (zdaj postal Piazza Navona) in Odejon (majhna dvorana). Leta 119, ko je okrepil teme cesarske božanskosti in apoteoze, ki jih je ustanovil Avgust, so Hadrijan in njegovi nasledniki dodali tempelj Hadrijanove tašče, Božanskr Matidije in tempelj samemu božanskemu Hadrijanu, ki ga je zgradil Antonin Pij .
Kot pri prvih dveh flavijskih in Antoninovih cesarjih, Severani niso namenili veliko sredstev za gradbene projekte v že prenatrpanem Marsovem polju. Njihovi interesi so bili popravila in naročanje novih objektov v drugih regijah mesta . Campus ni videl nove velike arhitekturne spremembe do vladavine Avrelijana.
Rimljani so bili zelo ponosni, ker so vedeli, da Rim ne potrebuje utrdb zaradi stabilnosti, ki jo je prinesel Pax Romana pod zaščito rimske vojske. V 270-ih pa so barbarska plemena preplavila nemško mejo in dosegla severno Italijo, ko se je rimska vojska trudila, da bi jih ustavila. Da bi olajšal ranljivost mesta, je cesar naročil gradnjo 19-kilometrskega, 6 do 8 metrov visokega opečnega obzidja, utrjenega z obrambnimi stolpi, imenovan Avrelijanov zid. Avrelijan ni doživel končanja dela, ki ga je zaključil njegov naslednik Prob leta 276. Z dokončanjem obzidja je bil Campus Martius nazadnje vključen v preostanek mesta .
Sredi 4. stoletja, ko je cesar Konstancij II. obiskal Rim, zdaj nekdanjo prestolnico, so bili zaprti številni poganski templji. Zgradbe, posvečene krščanstvu, so začele zasedati njihove prostore. Nekateri so bili zmanjšani na podporno gradivo, nekateri so bili porušeni, nekateri pa so dobili nove vloge, kot je Panteon. Leta 663 so njegovo bronasto strešno kritino odstranili in zamenjali s svincem, dejanje je Gregorij rekel, da je posledica »prekomernega lakomnosti in pretiranega pohlepa za zlatom« . V 5. stoletju je bil rim požgan in opustošen: od Vizigotov leta 410 in Vandalov leta 455. Trije potresi so porušili mesto med letoma 408 in 508. Mnoge marmorne obloge in stebri so bili vrženi v peči, da bi pridobili apno v prahu za ponovno uporabo .
V zapisih iz 12. ali 13. stoletju, magistra Gregorija, se je ta čudil tistim zgradbam na Marsovem polju, katerih starodavnost je bila jasna, čeprav imena niso bila tako gotova . Če pogledam z višine enega od rimskih gričev, je zapisal, so velike strukture nadomestili z »gozdom [srednjeveških] stolpov«. Leta 1581 je francoski esejist Michel Montaigne odpotoval v Rim in povedal, da »gradbeniki na samih razbitinah starih stavb, ki so propadle, mimogrede postavljajo temelje novih hiš, kot da so ti fragmenti velike skale, trdne in zanesljive. Očitno je, da je veliko starih ulic več kot trideset metrov pod ravnijo obstoječih«.

## Geografija
Marsovo polje (Campus Martius) je bil v mestu, vendar severno od Kapitolskega griča . Do cesarskega obdobja je bil večji del regije zunaj pomeriuma (verska meja okrog mesta Rim in mest, ki jih je nadzoroval Rim. V pravnem smislu je Rim obstajal samo znotraj pomeriuma; vse, kar je bilo izven, je bilo samo ozemlje (ager), ki je pripadalo Rimu). Področje je obsegalo okoli 250 hektarjev, ali nekaj več kot dva kilometra severno in južno od Kapitola do Flaminijevih vrat in nekaj manj kot dva kilometra vzhodno in zahodno v najširšem delu, med Kvirinalom in reko. Bilo je nizko, od 10 do 15 metrov nad nivojem morja v antiki, zdaj od 13 do 20, in od 3 do 8 nad nivojem Tibere in seveda podvrženo pogostim poplavam. Starodavni pisci pravijo, da je bilo v središču prostora več prepoznavnih naravnih točk, kot so hrastov gozdiček severno od otoka v Tiberi in Palus Caprae ('kozje barje', v rimski mitologiji je bil Palus Caprae kraj, kjer se je Romul podvrgel vzponu v božanstvo) v središču območja.

## Pomen
V latinščini Campus Martius pomeni 'Marsovo polje', zelo cenjenega boga v rimskem panteonu. Paul W. Jacobs III pripisuje pomen Marsa kot pokrovitelja tako vojske kot kmetijstva. Marec je bil v koledarskem letu poimenovan po Marsu: ta mesec je do leta 153 pr. n. št. označil začetek mandata konzulov.
Campus Martius je morda dobil ime po Ara Martis ("Marsov oltar"), o katerem so govorili že v 8. stoletju pred našim štetjem . Ni bilo znano, kdaj je bil zgrajena Ara Marti ali kdaj je bil uničen.
Družbena klima in dogodki v okolici Marsovega molja so bili pomembni za rimsko kulturo. Tit Livij opisuje konjsko dirko, imenovano Equirria, ki se je začela 14. marca. Zmagovalni konj je bil ubit in žrtvovan Marsu. Drugi dogodek, ki je podprl njegovo trditev, je bila Anna Perenna. Ta dogodek je bil takrat, ko so plebejci odšli na Marsovo polje, da bi jedli in pili. Razlog, zakaj je bila Anna Perenna pomembna, ker je bila grda in je predstavljala konec leta in Mars je predstavljal lep začetek leta. Zadnji dogodek, o katerem govori Jacobs II., je festival Tubilustrium, slovesnost, da je vojska pripravljena na vojno. Slovesnost je vključevala svete trobente, imenovane tubae. To praznovanje je veljalo za potrditev cesarjevega imperija, kasneje pa je festival potrdil konzularni imperij. S tem, ko opisuje te dogodke, Jacobs II. dobro podpira trditev, da je bilo Marsovo polje kulturno pomembno.

## Arhitektura
Slog in zgradba arhitekturnega kompleksa Marsovega polja je potekala v več stopnjah razvoja med 6. st. pr. n. št. skozi pozno antiko. Pravzaprav je nemogoče natančno določiti, kdaj in zakaj so se zgodile te faze, vendar so nekateri zgodovinarji razdelili različna obdobja, ko se je rimska arhitektura soočala s sorazmerno precejšnjo transformacijo.

### Rimsko kraljestvo in zgodnja Republika
Od sredine 6. stoletja pred našim štetjem do konca zgodnje republike (324 pr. n. št.) so zgradili štiri templje . To so bili Dianin tempelj (6. st.], tempelj Kastorja in Poluksa (495 pr. n. št.), tempelj Sosijevega Apolona (431 pr. n. št.) in tempelj Junone Regine (392 pr. n. št.). Mnoge od teh štirih struktur gledajo na Dianin tempelj kot pol legendarnega, ker nima dovolj trajnostnih dokazov, ki bi dokazali njegov obstoj. Razlog za združitev teh dveh obdobij je v tem, da sta struktura in slog teh templjev minimalno jasna. Razlog za to, zaradi verjetnosti, je v tem, da material, ki je bil takrat uporabljen, ni bil beton, kamen ali marmor, materiali, ki so trajnejši in ne le to, ampak v dveh stoletjih je bila gotovo nevarnost uničenja teh templjev.

### Helenistično obdobje
Po smrti Aleksandra Velikega leta 324 pr. n. št. ali v začetku 'vala helenizma' je prišlo do drastičnega povečanja pogojev za gradnjo stavb v mestu Rim. V primeru Marsovega polja je bilo zgrajenih sedem templjev . Ti novi templji so bili naslednji: tempelj boginje Belone (296 pr. n. št.), tempelj Fortune (293 pr. n. št.), Tempelj Juturne (241 pr. n. št.), tempelj Herkula Viktorja (221 pr. n. št.), Vulkanov tempelj (214 pr. n. št.). Edini tempelj, ki je bil izključen iz tega seznama je tempelj, zgrajen med 190 in 179 pr. n. št. Ni jasno ali je bil ta tempelj, kot piše Ciceron, tempelj nimf ali kot drugi viri - tempelj Lares Permarini .
To 'obdobje helenizma' je bil prvi večji korak, v katerem so bili rimski templji, kakor tudi templji, ki so bili najdeni na Marsovem polju, na splošno izdelani iz kamna. Ta nov slog je bil na nek način korak naprej od enostavnejših oblik, ki se pogosto zdijo grobe in obsežne v primerjavi z estetsko popolnostjo in prefinjenostjo poznejših struktur. V tem obdobju je prišlo do preoblikovanja od enostavnega eksperimentiranja do stroge matematične kompleksnosti tlorisov in nadgradenj. Helenistično obdobje ni bilo samo širjenje templjev po številu znotraj Marsovega polja, temveč tudi slogovna preobrazba.

### Pozna Republika in zgodnje cesarstvo
Podobno kot v helenističnem obdobju je bila pozna republika in zgodnje cesarstvo tudi obdobje več gradbenih projektov znotraj Marsovega polja. To obdobje, kronološko, se je začelo ob koncu tretje in zadnje punske vojne in je trajalo do konca julijsko-klavdijske dinastije leta 65 n. št.. V tem obdobju je bilo na Marsovem polju zgrajenih šest templjev. To so bili tempelj Jupitra Statorja (146 pr. n. št.), Ferojijev tempelj (pred 100 pr. n. št.), Neptunov tempelj (97 pr. n. št.), tempelj Izide in Serapisa (43 pr. n. št.)] in tempelj Marsa Ultorja (2 pr. n. št.)]. Edini tempelj, ki je izključen s tega seznama, je tempelj Minerve Halkidike. Razlog za to izključitev je, ker ni znano ali je ta tempelj zgradil Pompej leta 60 pr. n. št. ali Avgust leta 29 pr. n. št. Nekateri viri podpirajo prepričanje, da Kasij Dion pripisuje ta tempelj Avgustu: »Minervin tempelj, ki se je imenoval Hhalkidikum«. 
Glavni razlog, da so bila ta obdobja ločena, je ta, da se je motivacija ali utemeljitev za gradnjo templjev spremenila. V preteklosti so bili ti templji pogosteje kot ne, atribut določenim posameznikom za njihov pretekli uspeh s pokrovitelji, vendar po koncu helenističnega obdobja ti templji postajajo bolj politični instrumenti kot kdaj koli prej. 21 Namesto da bi bili le pristni in rahlo politični »donatorji«, ki so ponazarjali uspešne posameznike, je bilo od teh templjev pričakovati, da bodo sprožili propagandne vrednote.

### Rimski imperij
Ob Rimu so se v drugi polovici 1. stoletja templji, zgrajeni na Marsovem polju, soočili s 'temeljno spremembo slogovne smeri'. To je bilo obdobje, ko so bili kipi in linearne oblike klasične preteklosti najprej trdno izpodbijani z nadpovprečnim obsegom prihodnosti . To je bilo zgodovinsko obdobje, ko je rimska arhitektura v tem, katalizator za arhitekte, sprejela beton kot material za oblikovanje ali kot ga je opisal Neron, kot osvoboditev »okovja klasične preteklosti«. Marsovo polje se je verjetno prvič soočilo z obdobjem, ko so se vsi odmaknili od klasičnih načinov arhitekture .

## Načrt Marsovega polja
| Plan of the central Campus Martius |
| --- |
| Neronove terme Domicijanov stadion Panteon Neptunova bazilika Agripove terme Stagnum? Domicijanov odeon Skladišče? Skladišče? Saepta Julia Diribitorium Porticus · Divorum Aqua Virgo Klavdijev slavolok Porticus Vipsania Vigilesova kasarna Tempelj · Izide in · Serapisa Tempelj · Minerve · Halkidike Marsov oltar Via Flaminia Hadrijanov · tempelj Matidijev · tempelj Pompejevo of · gledališče Tempelj of · Largo Argentina Porticus · Minucia Steber · Marka Avrelija T. M.Avrelija · in Faustina (?) Slavolok · M.Avrelija (?) Steber · Antonina Pija Ustrinum · Antoninorum Ustrinum · M. Aurelii Via Recta Pompejev portik Arcus · Novus Porticus · Meleagri Porticus · Argonauts Piazza · della · Rotonda Villa · Publica |

### "Horologium Augusti"
Pred 1980-imi je bila obnova obeliska in njegova uporaba napačna. Pred tem obdobjem so  Buchnerjevemu dokumentu in rekonstrukciju obeliska slepo verjeli in ga ocenili kot točno. Trdil je, da je  bil obelisk z gnomonom na vrhu uporabljen kot sončna ura, s pomočjo refleksije sončne sence, da bi sledil uram dneva. Poleg tega je Buchner trdil, da je bila sončna ura vključena v oblikovanje Ara Pacis na način, da je senca padla neposredno na oltar na Avgustov rojstni dan. Sončna ura je bila vključena tudi v oblikovanje Avgustovega mavzoleja na tak način, da je celoten kompleks predstavljal kozmično predstavitev principata in Avgustove usode, skupaj z njegovo mirno vladavino in smrtjo.
Sredi 1980-ih sta Schutz in Bandini izpodbijala napačno rekonstrukcijo. Bandini je našel nekaj napak, ki jih je naredil Buchner pri interpretaciji starodavnih besedil, ki jih je napisal Plinij. Plinij se sklicuje na sončni poldnevnik, ne na sončno uro. Sončni poldnevnik kaže dolžino dni in noči, zato odraža časovni razpored sončnih obratov. Uporabljen je bil kot instrument za preverjanje skladnosti civilnega koledarja s sončnim letom. Nadaljnje arheološke najdbe, kjer je travertinov tlak položen s črto, ki poteka od severa proti jugu, z grškimi črkami v bronu z znaki zodiaka, potrdil Plinijevo pisanje. Poleg tega je dejstvo, da je bilo območje ocenjeno kot preveliko, da bi ga lahko šteli za Avgustov datum, pokazalo se je tudi, da je bil instrument zgrajen pod Avgustom in da ga je Domicijan posodobil. [30]
Schutz je nato poudaril nekaj tehničnih napak, ki so še dodatno ovrgle prejšnjo rekonstrukcijo, kot so: napačna označitev mesta, kjer je ležal obelisk, napačno označevanje kotov za razmerje med tremi spomeniki in dejstvo, da bi senca gnomona oddaljila več nogometnih igrišč od obeliska zaradi sončnega kota.
Omeniti je treba, tudi po teh ugotovitvah, pomemben in kozmični pomen obeliska in dveh drugih spomenikov, zgrajenih v času Avgustove vladavine. Pomen Avgustove vladavine je podprt z dokazi, da se je Domicijan odločil obnoviti inštrument in ga obdržati za Avgustovega.

### Ara Pacis
Ara Pacis je oltar, ki je bil zgrajen v času Avgusta. Spomenik je bil narejen leta 9 pr. n. št., ob Livijinem rojstnem dnevu. Domnevno oltarji za žrtvovanje poganskim bogovom v starem Rimu. Ara Pacis je predstavljal Avgustov namen, da predstavlja obdobje miru, ki je nastalo s koncem republike in začetkom cesarstva. Južni panel prikazuje versko procesijo z Avgustom, Agripo, Livijo, Tiberijem in drugimi iz Avgustove družine. Sporočilo je bilo, da naj bi družina prestala preizkus časa in bivanja. Na severni plošči je senat predstavljen v procesiji. Sporočilo je bilo, da je senat z Avgustom namesto proti njemu. Na vzhodni plošči so prikazani Tera, rimska boginja zemlje in Pax. Sporočilo je bilo, da Rimljani niso več stradali, kar je bilo skladno z Avgustovo obljubo o 'miru in plodnosti', kjer so kmetom podarili zemljo za kmetovanje in žetev spomladi. Zahodna plošča, kjer je tudi vhod, prikazuje žrtvovanje Eneja, ustanovitelja Rima ali Nume Pompilija, drugega rimskega kralja.

### Arhitekturni pomen
Stopnice, ki vodijo do mize na vrhu oltarja, predstavljajo vzpon iz javnega prostora v sveto. Tudi dejstvo, da Ara Pacis ni imel strehe ali vrat in da so bili bogovi upodobljeni kako gledajo navzdol od friza, je pokazalo, da je oseba, ki se zaveže, pogledala navzdol. Ko je senat odredil gradnjo Ara Pacisa, niso določili nobenih omejitev arhitektom. Arhitekti v starem Rimu so risali načrte v dimenzijah in razmerjih; na primer velikost ograjenega prostora in število korakov so bili vsi v specifičnih razmerjih, povezanih z velikostjo osnove. Eklektična umetnost Ara Pacis nas pripelje do tega, da verjamemo, da so lahko komponente prišle iz drugih oltarjev v drugih provincah, ki so bili verjetno rešeni na poti vojakov nazaj v Rim.

### Zgodovinska neskladja
Pred Andersenovimi študijami se je predpostavljalo, da je struktura spomenika več ali manj nespremenjena med njegovo postavitvijo in predanostjo. Andersen se je oprl na dokaze Ovidove Fasti in »Koledar praznikov«, ki prikazuje Avgusta kot pontifex maximusa, status, ki je bil dosežen leta 12 pr. n. št.. Vrnitev iz provinc kot zmagovalca je bila praznovana z množičnim praznikom, med katerim je bil, kot je prikazal Ovid, pobit beli bik. Toda takega praznika ni bilo mogoče izvesti v 'popolnem' Ara Pacisu. Povišan prostor je bil za tako veliko srečanje premajhen. Andersen pravi, da je praznik dejansko potekal na temelju Ara Pacis, ki se je nato imenoval Ara Fortunae Reducis; takrat je bil to preprosto podnožje na osnovni stopnji. Po Lepidovi smrti in Avgustovih volitvah za pontifex maximusa, se je začela gradnja celotnega Ara Pacisa. V podnožje so bile izklesane stopnice, na vrhu je bila postavljena miza, na plošče, pritrjene na stene, pa so bili vklesani frizi. Dokazi o tej zgodovinski neskladnosti so razvidni iz Gattijevih rekonstrukcijskih načrtov, ki so bili v nasprotju z Morettijem zaradi pomanjkanja letev za stopnice.

## Avgustov vzpon na oblast z gradnjo na Marsovem polju
Velik del dogodkov, ki so se odvijali na Marsovem polju, so bili povezani z rimsko vojaško ali rimsko volilno ali politično dejavnostjo. Na njem so vojaki, ki so se usposabljali za vojno in uspešni generali pokazali svoje bogastvo, vzeto iz osvojenih dežel, postavili templje in javne zgradbe, da bi naredili vtis na rimsko prebivalstvo, da bi jim pomagali na volitvah . V 30-ih in 20-ih letih pr. n. št. je Rim doživljal neprimerljivo rast v projektih javnih zgradb, ki so jih podpirali različni vodilni moški v rimski državi. V Rimu je sponzorstvo teh javnih stavb zagotovilo poseben ugled vsakemu posameznemu graditelju in njihovim družinam . Vendar pa je Avgust razširil preteklost, ko je prejel preprost prestiž v korist veliko močnejše vloge. Avgust je bil med mnogimi graditelji v tistem času, vendar se je on osredotočil na gradnjo stavb za politične funkcije in je lahko zasedel osrednje mesto v političnem ozračju Rima. Prva zgradba, ki je bila povezana z Avgustom, je bila Saepta Julia, ki je bila zasnovana za upravljanje množic na volitvah in preprečevanje goljufij. Volivci bi se zbrali v prostoru za ogrado severno od Saepta in vstopili v strukturo na njegovem severnem koncu, kjer bi nato glasovali. Mark Vipsanij Agripa je dokončal Saepta Julijo in jo posvetil v čast Avgustu. Panteon, ki ga je tudi zgradil Agripa in je bil povezan z Avgustom, je bil dokončan v enem letu po Saepta Julia in uporabljen za predvolilne funkcije. Agripa je po Avgustu poskušal poimenovati Panteon, vendar je bil zavrnjen, namesto tega je postavil kip Avgusta, Julija Cezarja in samega sebe na verandi Panteona. Ko so se množice zbrale, da bi poslušale govore o pomembnih političnih dogodkih, so to storile v zgradbah, posvečenih Avgustu, ki so avtomatično povezovale Avgusta in pomembno rimsko politiko. Vse kraje, zgrajene posebej za politične dejavnosti, srečanja senata in zakonodajne in volilne skupščine, je sponzoriral ali tesno sodeloval z Avgustom. Starodavni rimski zgodovinar Strabon opisuje prisotnost Avgusta na Marsovem polju:
 Pravzaprav so Pompej, poveličan Cezar, Avgust, njegovi sinovi in prijatelji, žena in sestra, v svoji gorečnosti do stavb in nastalih stroškov presegli vse druge. Večino teh vsebuje Marsovo polje (Campus Martius), zato je poleg svoje naravne lepote dobil še nadaljnji okras kot rezultat predvidevanja. Dejansko je velikost Campusa izjemna, saj je na voljo istočasno in brez vmešavanja, ne samo za dirkališče in vse druge konjeniške igre, temveč tudi za to, da se veliko ljudi, ki se igrajo z žogo, potiskanje obročev in rokoborbo; in umetniška dela, ki so okoli Campusa in tla, ki so prekrita s travo skozi vse leto in krone tistih gričev, ki so nad reko in se raztezajo vse do njenega brega, ki dajejo v oči izgled vsega tega, pravim, ponuja spektakel, od katerega se težko umakne. Zato so Rimljani v prepričanju, da je ta kraj najsvetejši, v njem postavili grobove svojih najbolj slavnih mož in žena. Najpomembnejši je tisti, ki se imenuje mavzolej, velik nasip ob reki na vzvišeni podlagi iz belega marmorja, debelo prekrit z vedno zelenimi drevesi do samega vrha. Na vrhu je bronasta slika Avgusta cezarja; pod gomilo so grobnice njega in njegovih sorodnikov; za gomilo je veliko sveto območje s čudovitimi sprehajališči; in v središču Campusa je zid (ta je tudi iz belega marmorja) okrog njegovega mavzoleja; stena je obdana z okroglo železno ograjo in prostor v steni je zasajen s črnimi topoli. Tak je Rim.
Ker se je ta serija arhitekturnih sprememb pojavila po Avgustovem porazu Marka Antonija, je njegova povezava z novimi političnimi zgradbami pospešila njegov dvig politične moči in statusa v Rimu. Leta državljanske vojne od Velike rimske državljanske vojne (49—45 pr. n. št.) do zadnje vojne Rimske republike (32—30 pr. n. št.) so zapustili Rim v stanju skoraj brezpravnosti, vendar Republika še ni bila pripravljena sprejeti Avgustovega nadzora. Istočasno se Avgust ni mogel odreči svoji avtoriteti, ne da bi tvegal nadaljnje civilne vojne med drugimi rimskimi generali in čeprav ni želel politične pozicije, je bila njegova dolžnost skrbeti za dobro počutje Rima in rimskih provinc. Avgustovi cilji od tega trenutka naprej so bili vrnitev Rima v stanje stabilnosti in civiliziranosti z odpravo političnega pritiska na sodišča in zagotavljanjem vsaj svobodnih volitev. Ne samo, da je Avgust vrnil senat in ljudsko skupščino na njihovo prejšnjo vlogo, so njegove nove stavbe na Marsovem polju zagotovile senatu in skupščini nove politične domove, ki so bili vsi tesno povezani z Avgustom. Z voljnim obnavljanjem rimskega senata in priljubljenih zborov na njihovo nekdanjo vlogo in izgradnjo več monumentalno politično osredotočenih stavb v celotnem Campusu, se je Avgust stalno povezoval s političnim ozračjem Rima.

## Verske zgradbe
Na Marsovem polju je bilo veliko javnih spomenikov verskega pomena, saj so bili templji različnih bogov, ki so bili vpeti v rimsko kulturo. Eden največjih spomenikov je bil tempelj Marsa Ultorja (maščevalca), posvečen Marsu, bogu vojne. Je na Avgustovem forumu in je njegova najbolj ambiciozna arhitekturna stavba. Gradnja se je začela leta 30 pr. n. št. Zunanjost templja je bila zgrajena z italijanskim belim marmorjem iz Carrare, stebri pa odražajo korintski slog. Na arhitekturo je močno vplival tempelj kapitolskega Jupitra (36 metrov širok in 50 metrov dolg). Prav tako je bil politični subjekt, ki je želel povečati Avgustovo vlogo pri maščevanju Cezarjevega atentata.
Nekateri najpomembnejši templji Campusa so pravokotni templji Largo di Torre Argentina, ki so v južnem delu Marsovega polja . Je verski kompleks, sestavljen iz štirih templjev: tempelj Juturna, tempelj Fortuna Huiusce Diei, tempelj Feronia in tempelj Lares Permarini. Ti templji kažejo, da se verske dejavnosti razprostirajo po Rimu in niso osredotočene na nekdanje verske kraje Kapitolskega griča ali Forum Romanum. Umetnostni zgodovinar Stamper trdi, da je Largo Argentina označil začetek večkratnih zmagovalnih procesij uspešnih generalov. V 1. stoletju pred našim štetjem je prišlo do spremembe iz jonskega sloga v korintskega. Akantovi listi so bili oblikovani na vrhu teh stebrov.
Druga dva pomembna templja sta tempelj Apolona Sosiana in tempelj boginje Bellone. En je povezan s kultom Apolona, drug pa je posvečen boginji vojne. Oba templja sta v Circus Flaminiusu in sta bila zgrajena v 2. stoletju pred našim štetjem. Bellonin tempelj je bil obnovljen v marmorju in travertinu s šestimi korintskimi stebri ob sprednji strani in devetimi ob straneh.

## Verski dogodki
Marsovo polje je bilo območje verskih obredov. V času oktobrske jeseni, natančneje 15., je bil mesto festivala, posvečenega Marsu, oktobrski konj. Ta tradicija naj bi se začela v 6. stoletju pr. n. št. Festivalski rituali naj bi zaščitili prihodnje leto in vojake, ki so se po pohodih vrnili v Rim. Ta festival je bil sestavljen iz številnih etap, vključno s konjskimi dirkami in žrtvovanjem konja, ki mu je sledila dekoracija izrezane glave z listi.
Druga pomembna verska prireditev so bile posvetne igre (lat. Ludi saeculares). Igre, ki so bile ustanovljene v času rimske republike in jih je začel cesar Klavdij, ko je človek po imenu Valesij molil za zdravilo za bolezen svojih otrok in mu naročil, naj žrtvuje božanstvom podzemlja. Klavdij je to storil kot način, da ne samo zadovolji bogovom, ko je nekaj strel udarilo mesto Rim, temveč poudarilo rojstvo zlate dobe. Te igre so bile nekakšen obred prehoda, ki je potekal več dni in noči, da bi označil konec novega saeculum in začetek naslednjega. Saeculum naj bi bil najdaljša možna dolžina človeškega življenja, stara 100 ali 110 let. Procesija se je začela v Apolonovem templju, blizu Cirkusa Flaminija, nadaljevala se je v Forumu, prešla na Vicus Tuscus, Velabrum, skozi Forum Boarium in končno končala v templju Junone Regine. Avgust, ko je oživil igre, je spremenil destinacijo procesije iz templja Junone Regine v Ceresin tempelj, ki je na Aventinu. Apolonov tempelj, ki se je najverjetneje uporabljal, je bil Apolon Sosianij, ki je vzpostavil versko povezavo med Aventinom in jugozahodnim kampusom.
Eden od zadnjih dogodkov je bila tudi Ana Perenna, ki je bila tudi praznovana v marčevih idah. Ljudje bi šli na Marsovo polje na dan praznovanja in pitja . Po mnenju zgodovinarja Johannesa Lyluda so med festivalom tudi javno in zasebno žrtvovali za zdravo leto.

## Srednji vek
Po napadih barbarov so bili prekinjeni akvadukti, hitro upadajoča populacija iz okoliških hribov se je osredotočila na Marsovo polje, odvisno od Tibere, zaradi vode, vendar pod vplivom poplav. Ker je bil poleg reke in poleg Vatikana, je območje v srednjem veku postalo najbolj naseljen del Rima. Reka je podpirala uspešno gospodarstvo in oskrbo z vodo, nepretrgan tok romarjev v mesto pa je prinesel bogastvo na tem območju.
Glavna cesta, ki je povezovala Rim s preostalo Evropo, je bila Via Cassia, ki je vstopala v Rim skozi Porta del Popolo v severnem delu Marsovega polja. Via Cassia je postala najpomembnejša cesta v srednjeveških časih, saj je Rim povezovala z Viterbom, Sieno in Firencami.
Druga glavna cesta do Rima, Via Aurelia, je postala v srednjem veku znana po širjenju malarije, ker je šla skozi nezdravo močvirje blizu več obalnih jezer v nižinah Maremma (kot so laguna Orbetello, jezero Capalbio in drugi Tombolos) in ker je bila zaradi poteka ob morju bolj nagnjena k napadom roparjev. Obalna mesta okoli Via Aurelie so bila območja ugrabitve žensk in plenjenja muslimanskih Saracenskih piratov.
Zaradi vse večjega pomena tega območja se je nekaj papežev odločilo za izboljšanje pogojev. V obdobju 1513–1521 je papež Leon X. zgradil pot, ki je povezala Porto del Popolo z Vatikanom. Ta cesta je bila po papežu prvič poimenovana Via Leonina, kasneje najbolj znana Via di Ripetta po imenu rečnega pristanišča. Da bi izboljšali higieno območja, je bilo več rimskih vodovodov obnovljenih.
Ker se je prebivalstvo Rima v srednjem veku močno povečalo, je Marsovo polje postal množično kulturno mesto, kjer so se naselili številni tujci. Leta 1555 je papež Pavel IV. označil del južnega dela Campusa kot geto, ki je vseboval judovsko prebivalstvo mesta.

## Sodobni Rim
Po renesansi, kot je bilo v preostalem delu Rima, se Marsovo polje (Campus Martius) ni veliko spremenilo; drugih velikih gradbenih projektov ni bilo, prebivalstvo se je zmanjšalo. To se je  obrnilo po tem ko je Rim leta 1870 postal prestolnica novo ustanovljene Kraljevine Italije.
Kasneje je območje postalo še bolj nagneteno, zgrajeni so bili zaščitni nasipi, ki so zaustavili poplavljanje Tibere. Zaradi tega je bilo območje veliko varnejše, toda visoki nasipi so učinkovito uničili tradicionalno točko vkrcanja, imenovano Ripetta ('majhen breg'), ozke ulice, ki vodijo do reke in ljudske zgradbe ob robu reke.